# Wenus i Mars (obraz Sandra Botticellego)
Wenus i Mars (wł. Venere e Marte) – jeden z nielicznych obrazów mitologicznych włoskiego malarza szkoły florenckiej Sandra Botticellego.

## Proweniencja
Obraz Wenus i Mars został namalowany w 1485 roku. W 1869 znalazł się w kolekcji Aleksandra Berkera, który dzieło wypożyczył do South Kensington Museum (obecnie Muzeum Wiktorii i Alberta). W 1874 roku dzieło zostało zakupione do zbiorów National Gallery w Londynie.

## Tematyka obrazu
Obraz przedstawia boginię miłości Wenus i boga wojny Marsa po akcie miłosnym. Bóg wyczerpany miłością zapada w drzemkę, a fauny zabawiają się jego zbroją. Obraz został namalowany prawdopodobnie w celu przyozdobienia komnaty ślubnej. Malarz przedstawił Wenus w szacie ze swojej epoki. Również jej uczesanie, biżuteria i zbroja Marsa pochodzą z czasów, w których żył. Erotyczny wydźwięk sceny wzmacniają twarze faunów w wyraźnie lubieżnych grymasach. Obraz ma dwa przesłania, pierwszy bardziej widoczny, mówi o miłości, która wyczerpuje mężczyznę, a dodaje siły kobiecie. Drugie przesłanie, bardziej ukryte, określane jest jako Omnia vincit Amor (Miłość wszystko zwycięża) i symbolizuje pokojowe działanie miłości w życiu małżeńskim.

## Symbolika obrazu
Kontrastujące alegorie miłości i wojny były szeroko omawiane przez humanistów z kręgu Wawrzyńca Wspaniałego oraz były tematem filozoficznych rozważań Giovanniego Pico della Mirandola, renesansowego przedstawiciela studiów nad harmonią sprzeczności. Scena z faunami mogła być zainspirowana utworem greckiego poety Lukiana z Samosat opisującego słynny klasyczny obraz Wesele Aleksandra Wielkiego i księżniczki perskiej Roksany. Lukian pisał o kupidynach bawiących się zbroją Aleksandra, których Botticelli zastąpił faunami mającymi symbolizować pożądanie.
Z prawej strony obrazu przy głowie Marsa brzęczą osy. Były one kalamburowym godłem rodziny Vespucci – vespa po włosku znaczy osa, a Botticelli często pracował na zlecenie Vespuccich. Osy mogą również symbolizować miłosne użądlenia.